# Gérard Versyp
Gérard Versyp  (1914. augusztus 22. – Brugge, 1983) belga nemzetközi labdarúgó-játékvezető.

## Pályafutása

### Nemzetközi játékvezetés
A Belga labdarúgó-szövetség Játékvezető Bizottsága (JB) 1954-ben terjesztette fel nemzetközi játékvezetőnek, a Nemzetközi Labdarúgó-szövetség (FIFA) bíróinak keretébe. Több nemzetek közötti válogatott- és klubmérkőzést vezetett. Az aktív nemzetközi játékvezetéstől 1964-ben búcsúzott. 1983-ban hunyt el agyi érkatasztrófában.

#### Világbajnokság
Svédországban, Stockholmban rendezték a VI., az 1958-as labdarúgó-világbajnokság végső küzdelmeit. Az előselejtezők alkalmával 1957-ben, a Luxembourg–Ausztria (0:3) összecsapást koordinálta.
Chile volt a VII., az 1962-es labdarúgó-világbajnokság döntő küzdelmeinek színhelye. Az előselejtezőkben 1961-ben előbb, az Anglia–Luxemburg (4:1), majd a Skócia–Csehszlovákia  (2:4) találkozókat irányította. Vezetett mérkőzéseinek száma: 3.

#### Európa-bajnokság
Spanyolországban, Madrid-ban volt az II., az 1964-es labdarúgó-Európa-bajnokság  döntő küzdelmeinek helyszíne. Az előselejtezőket követve 1964. április 8-án Dublinban, a Dalymount Parkban, 38 100 néző előtt az egyik negyeddöntőt, az Írország–Spanyolország  (0:2) mérkőzést vezette. Vezetett mérkőzéseinek száma: 1.

#### Nemzetközi kupamérkőzések
Vezetett Kupa-döntők száma: 1.

##### Kupagyőztesek Európa-kupája
1964-ben a Bosuil Stadionban, Antwerpenben az újrajátszott Sporting Lisszabon–MTK (1:0) döntő találkozón szolgált játékvezetőként.